# Spedizione di Nadir nel Sindh
La spedizione nel Sindh fu una delle ultime campagne militari di Nadir Shah nel corso della sua guerra nell'India settentrionale. Dopo la sua vittoria sull'imperatore mughal Muhammad Shah, Nadir lo costrinse a cedere alla Persia tutte le terre ad ovest del fiume Indo. Il suo ritorno da Delhi venne bene accolto da tutti igovernatori dei nuovi territori annessi ad eccezione di Khodayar-khan, governante di Sindh, che non si presentò alla convocazione malgrado fosse stato chiamato come gli altri.

## La discesa di Nadir nel Sindh
Nadir attraversò le montagne dell'Hindu Kush con un viaggio di 1700 chilometri che gli impiegò due mesi di tempo. Khodayar-khan venne colto completamente alla sprovvista e non poté resistere con le proprie sole forze pur richiedendo rinforzi all'Impero moghul. Abbandonato e demoralizzato si arrese a Nadir, venne incatenato e tutte le sue ricchezze personali vennero confiscate dal governo persiano. Dopo l'intercessione di un altro governatore a lui vicino, Nadir liberò Khodayar-khan e lo reinstallò come governatore del Sindh con solenne promessa e giuramento di fedeltà.